# Ромашки (Мироновский район)
Ромашки (укр. Ромашки) — село, входит в Мироновский район Киевской области Украины.
Население по переписи 2001 года составляло 53 человека. Почтовый индекс — 08810. Телефонный код — 4574. Занимает площадь 10,96 км². Код КОАТУУ — 3222984003.

## Местный совет
08810, Київська обл., Миронівський р-н, с. Малий Букрин, вул. Ватутіна,39

## Известные люди
В селе родился Порай-Кошиц, Павел Алексеевич (1863—1904) — русский певец (тенор).